# Mesoleptidea moricei
Mesoleptidea moricei là một loài tò vò trong họ Ichneumonidae.